# Apochromat

Zależność błędu ogniskowania związanego z aberracją chromatyczną od długości fali dla różnych układów soczewek: 1 – pojedyncza soczewka, 2 – achromat, 3 – apochromat, 4 – superachromat

Apochromat (z gr. apó – od, chrōma – barwa, chrōmatos – dopełniacz barwy, apochrōmatos – odbarwiony) – układ soczewek (np. obiektyw) złożony z co najmniej dwóch soczewek ze szkła optycznego różnych gatunków, o różnych współczynnikach załamania i różnych dyspersjach – zależnościach współczynnika załamania światła od długości fali. W tym jednej ze szkła niskodyspersyjnego.
Dzięki takiemu zestawieniu aberracja chromatyczna jest całkowicie korygowana dla trzech różnych długości fali, np. dla barwy czerwonej, niebieskiej i żółtozielonej. Dla porównania, układ korygujący aberrację chromatyczną, złożony z dwóch soczewek ze zwykłych szkieł optycznych (achromat) pozwala na całkowitą korekcję tylko dla dwóch długości fali czerwonej i niebieskiej, zaś układ z 2 soczewek z których jedna jest wykonana z egzotycznego szkła nisko-dyspersyjnego pozwala przy umiarkowanej światłosile skonstruować apochromat skorygowany dla 3 barw czerwonej, żółtozielonej i niebieskiej, układy optyczne zwierające w swoim składzie trzy, cztery i więcej soczewek pozwalają skonstruować dobrze skorygowany (superachromat) – co najmniej dla czterech długości fali optycznej jak na przedstawionym wykresie.
Poniższy rysunek przedstawia przykładowy układ trzech soczewek typu superapochromat korygujący aberrację chromatyczną: